# ساوزي دي أولكس
ساوزي دي أولكس، (بالإنجليزية: Sauze d'Oulx)‏، (هي (بلدية) في مدينة تورينو متروبوليتان، بييمونتي (شمال إيطاليا) وتقع على بعد 80 كيلومترا من تورينو، في سوسا فاللي، عند سفح مونتي جينيفريس (2,536 م).

## السكان
في سنة 1861 بلغ عدد السكان 760 نسمة، وتطور العدد ليصل في سنة 2011 لـ 1٬111 نسمة.
يظهر هذا المخطط البياني تطور النمو السكاني لـ ساوزي دي أولكس

## أعلام
- لويغي فور
- جوليانو بيسون
- بييرو قروس